# Pseudecheneis
Pseudecheneis là một chi cá da trơn bản địa của châu Á trong họ cá chiên Sisoridae thuộc Bộ cá da trơn. Chúng phân bố nhiều ở vùng Đông Nam Á, tại Việt Nam chúng được ghi nhận và cũng được ghi nhận ở Dãy Trường Sơn, chúng sống trên các trèn suối ở vùng Trường Sơn Đông.

## Các loài
Hiện hành có 19 loài được ghi nhận trong chi này:
- Pseudecheneis brachyurus W. Zhou, X. Li & Y. Yang, 2008[3]
- Pseudecheneis crassicauda H. H. Ng & Edds, 2005[4]
- Pseudecheneis eddsi H. H. Ng, 2006[1]
- Pseudecheneis gracilis W. Zhou, X. Li & Y. Yang, 2008[3]
- Pseudecheneis immaculatus X. L. Chu, 1982
- Pseudecheneis koladynae Anganthoibi & Vishwanath, 2010[5]
- Pseudecheneis longipectoralis W. Zhou, X. Li & Y. Yang, 2008[3]
- Pseudecheneis maurus H. H. Ng & H. H. Tan, 2007[6]
- Pseudecheneis paucipunctatus W. Zhou, X. Li & Y. Yang, 2008[3]
- Pseudecheneis paviei Vaillant, 1892
- Pseudecheneis serracula H. H. Ng & Edds, 2005[4]
- Pseudecheneis sirenica Vishwanath & Darshan, 2007[7]
- Pseudecheneis stenura H. H. Ng, 2006[1]
- Pseudecheneis sulcata (McClelland, 1842)[1] (Sucker throat catfish)
- Pseudecheneis sulcatoides W. Zhou & X. L. Chu, 1992
- Pseudecheneis suppaetula H. H. Ng, 2006[8]
- Pseudecheneis sympelvica T. R. Roberts, 1998
- Pseudecheneis tchangi (Hora, 1937)[1]
- Pseudecheneis ukhrulensis Vishwanath & Darshan, 2007[7]